# Banco Nacional de Bélgica
El Banco Nacional de Bélgica (en neerlandés: Nationale Bank van België, en francés: Banque Nationale de Belgique, en alemán: Belgische Nationalbank) es el banco central de Bélgica desde 1850.
Forma parte del Sistema Europeo de Bancos Centrales (SEBC) y de la eurozona.
El gobernador del Banco Nacional de Bélgica es miembro del Consejo de Gobierno, el cuerpo principal para la toma de decisiones del Eurosistema, particularmente en los asuntos de política monetaria; el Banco Nacional de Bélgica participa en la preparación y ejecución de sus decisiones.
Aparte de la política monetaria, el Banco Nacional de Bélgica se ocupa de otras tareas que pueden ser clasificadas de la siguiente manera:
- La impresión y puesta en circulación del Euro, monedas y papel moneda
- La recolección, puesta en circulación y el análisis de información económica y financiera
- La estabilidad del sector financiero belga
- El papel de embajador financiero ante instituciones económicas internacionales
- Servicios para el Estado Belga
- Servicios para el sector financiero belga
- Servicios para el público en general.

49% de las acciones del Banco Nacional de Bélgica son libremente comerciadas en la Bolsa de Bruselas, y el otro 51% de las acciones son propiedad del Gobierno de Bélgica.

## Gobernadores del Banco Nacional de Bélgica
- François-Philippe de Haussy (1850-1869)
- Eugène Prévinaire (1870-1877)
- André-Eugène Pirson (1877-1881)
- Alexandre Jamar (1882-1888)
- Eugène Anspach (1888-1890)
- Victor Van Hoegaerden (1891-1905)
- Théophile de Lantsheere (1905-1918)
- Leon Van der Rest (1918-1923)
- Fernand Hautain (1923-1926)
- Louis Franck (1926-1937)
- Georges Janssen (1938-1941)
- Albert Goffin (1941)
- Georges Theunis (1941-1944)
- Maurice Frère (1944-1957)
- Hubert Ansiaux (1957-1971)
- Robert Vandeputte (1971-1975)
- Cecil de Strycker (1975-1982)
- Jean Godeaux (1982-1989)
- Alfons Verplaetse (1989-1999)
- Guy Quaden (1999-2011)
- Luc Coene (2011-2015)
- Jan Smets (2015-2019)
- Pierre Wunsch (desde el 2 de enero de 2019)